# Tribunal supérieur d'appel
Le tribunal supérieur d'appel est une juridiction qui a, en France, des compétences semblables à celles qu'ont les cours d'appel dans le reste du territoire, à savoir : statuer, en principe, sur tous les appels interjetés contre les décisions de justice rendues par la plupart des juridictions judiciaires qui lui sont hiérarchiquement inférieures. Actuellement, ce type de juridiction n'existe plus qu'à Saint-Pierre-et-Miquelon.

## Composition
D'après l'article 28-2 de l'ordonnance n° 58-1270 du 22 décembre 1958 portant loi organique relative au statut de la magistrature, les fonctions de président et de procureur de la République d'un tribunal supérieur d'appel sont exercées respectivement par un conseiller et un substitut du procureur général de la cour d'appel de Paris.

## Saint-Pierre-et-Miquelon
À Saint-Pierre-et-Miquelon, il est composé :
- de magistrats de l'ordre judiciaire ;
- d'assesseurs éventuels qui sont désignés par le garde des Sceaux pour deux ans, sur proposition du président du tribunal supérieur d'appel, après avis du procureur de la République. Ces personnes doivent être de nationalité française, être âgées de plus de vingt-trois ans, présenter des garanties de compétence et d'impartialité et « n'a[voir] fait l'objet d'aucune condamnation, incapacité ou déchéance prévue par les articles L. 5 et L. 6 du code électoral ».

## Mayotte
Jusqu'à l'accession de Mayotte au statut de département d'outre-mer, il y avait aussi un tribunal supérieur d'appel à Mamoudzou. En vertu du décret no 2011-338 du 29 mars 2011, celui-ci a été supprimé et remplacé par une chambre détachée de la cour d'appel de Saint-Denis (La Réunion).